# Campeonato Paulista de Futebol de 1988 - Divisão Especial
O Campeonato Paulista de Futebol de 1988 - Divisão Especial foi a 42.ª edição do torneio promovida pela Federação Paulista de Futebol, e equivaleu ao segundo nível do futebol no estado de São Paulo. O campeão Bragantino e o vice-campeão Catanduvense conquistaram o acesso para o Campeonato Paulista de Futebol de 1989.

## Participantes
| - Araçatuba (Araçatuba) - Bandeirante (Birigüi) (*) - Bragantino (Bragança Paulista) - Catanduvense (Catanduva) - Comercial (Ribeirão Preto) - Corinthians (Presidente Prudente) - Esportiva (Guaratinguetá) - Fernandópolis (Fernandópolis) - Ferroviário (Itu) - Francana (Franca) - Lemense (Leme) - Lençoense (Lençóis Paulista) - Linense (Lins) - Marília (Marília) - Mirassol (Mirassol) - Nacional (São Paulo) | - Palmeiras (São João da Boa Vista) - Paulista (Jundiaí) - Ponte Preta (Campinas) (*) - Portuguesa (Santos) (**) - Radium (Mococa) - Rio Branco (Americana) - Rio Preto (São José do Rio Preto) - São Bernardo (São Bernardo do Campo) - Saad (São Caetano do Sul) - Tanabi (Tanabi) - Taquaritinga (Taquaritinga) - Taubaté (Taubaté) - União (Mogi das Cruzes) - VOCEM (Assis) - Votuporanguense (Votuporanga) |

(*) Ponte Preta (que integraria o Grupo B) e Bandeirante (Grupo D) jogaram algumas partidas no primeiro nível e foram obrigados a re-integrar o segundo nível em 1989.
(**) Portuguesa (que integraria o Grupo A) se licenciou e não participou do campeonato.
(***) O Cruzeiro (SP) também integraria o grupo A, porém encerrou suas atividades no futebol profissional.

## Terceira fase
| Grupo III | Grupo III                            | Grupo III | Grupo III | Grupo III | Grupo III | Grupo III | Grupo III | Grupo III | Grupo III | Grupo III |
| Time      | Time                                 | Pts       | J         | V         | E         | D         | GP        | GC        | SG        |           |
| --------- | ------------------------------------ | --------- | --------- | --------- | --------- | --------- | --------- | --------- | --------- | --------- |
| 1         | GE Catanduvense (Catanduva)          | 15        | 10        | 6         | 3         | 1         | 8         | 1         | 7         |           |
| 2         | Taubaté (Taubaté)                    | 14        | 10        | 5         | 4         | 1         | 12        | 6         | 6         |           |
| 3         | São Bernardo (São Bernardo do Campo) | 11        | 10        | 3         | 5         | 2         | 7         | 7         | 0         |           |
| 4         | Rio Branco (Americana)               | 8         | 10        | 3         | 2         | 5         | 10        | 11        | -1        |           |
| 5         | Comercial (Ribeirão Preto)           | 7         | 10        | 3         | 1         | 6         | 10        | 15        | -5        |           |
| 6         | Rio Preto (São José do Rio Preto)    | 5         | 10        | 2         | 1         | 7         | 5         | 12        | -7        |           |

| Grupo IV | Grupo IV                          | Grupo IV | Grupo IV | Grupo IV | Grupo IV | Grupo IV | Grupo IV | Grupo IV | Grupo IV | Grupo IV |
| Time     | Time                              | Pts      | J        | V        | E        | D        | GP       | GC       | SG       |          |
| -------- | --------------------------------- | -------- | -------- | -------- | -------- | -------- | -------- | -------- | -------- | -------- |
| 1        | Bragantino (Bragança Paulista)    | 16       | 10       | 7        | 2        | 1        | 7        | 2        | 5        |          |
| 2        | Lençoense (Lençóis Paulista)      | 11       | 10       | 3        | 5        | 2        | 9        | 8        | 1        |          |
| 3        | Paulista (Jundiaí)                | 11       | 10       | 3        | 5        | 2        | 7        | 5        | 2        |          |
| 4        | Ferroviário (Itu)                 | 10       | 10       | 3        | 4        | 3        | 12       | 9        | 3        |          |
| 5        | Marília (Marília)                 | 8        | 10       | 2        | 4        | 4        | 8        | 11       | -3       |          |
| 6        | Corinthians (Presidente Prudente) | 4        | 10       | 1        | 2        | 7        | 5        | 13       | -8       |          |

## Final[3]

### Jogo de ida
| 15 de dezembro | Catanduvense | 0 – 2 | Bragantino                         | José Alfredo Luís Jorge (Catanduva)                                     |
|                |              |       | Valmir 15' 1t · Gil Baiano 40' 2ºt | Público: 5 500 Renda: Cz$ 4 740 000 Árbitro: Almir Ricci Peixoto Laguna |

Catanduvense: Paulo César, Valdir, Miranda, Roberto e Jacenir; Rubinho, Níveo e Popéia (Brecha); Claudinho, Roger (Evandro) e Cabé. Técnico: Urubatão Calvo Nunes

Bragantino: Luis Andrade, Gil Baiano, Vítor Hugo, Nei e Biro-Biro; Vanderlei (Bugrão), Betão e Gatãozinho; Evair, Claudinho e Valmir. Técnico: Norberto Lopes

### Jogo de volta
| 18 de dezembro | Bragantino                         | 3 – 0 | Catanduvense | Estádio Marcelo Stéfani |
|                | Evair 1t · Claudinho 1ºt · Nei 1ºt |       |              |                         |

Bragantino: Luis Andrade, Gil Baiano, Vítor Hugo, Nei e Biro-Biro; Vanderlei (Bugrão), Betão e Gatãozinho; Evair, Claudinho e Valmir. Técnico: Norberto Lopes

## Premiação
| Campeonato Paulista de 1988 - Divisão Especial |
| ---------------------------------------------- |
| Bragantino Campeão (2º título)                 |